# 快馬
《快馬》，香港已停止發行的免費報章，屬小型報，以「快馬一鞭 豪情再現」為標語，於2012年10月1日創刊。首月出紙量約為每日8萬份（一說為每日10萬份），每日派發。其公司全稱為快馬媒體有限公司。
《快馬》的內容主要為波經、馬經（即足球與賽馬資訊、博彩賠率）。與壹傳媒的《蘋果三料王》類同。
《快馬》出版近11期後（即11天），目前停刊中。

## 辦報組織
《快馬》的發行商本為香港一家印刷公司新美景印刷公司，其一直負責《AM730》、《新報》等報紙及《武俠世界》、《大勝馬經》、《騎師日報》等期刊的印刷。

## 派發策略
《快馬》的派發時間有別於香港本地其他免費報紙，乃為一週七天日日派發（多數派發天數為一星期五天或六天）。派發時間選擇了一般上班族的放工時段黃昏5:30pm-7:30pm，並且在派發位置上包括了賽馬會2個馬場之入口（只限賽馬日）以及全部102個場外投注處。

## 經營策略
有別於一般的馬經，《快馬》以小本經營，依靠廣告收益為經營策略，目標讀者群為年輕市場（20至40歲之年青專業人士，超過75%擁有高中及以上學歷，62%月入一萬五千元以上，平均每月花費於六合彩，賽馬博彩及足球博彩之金額約1690元）。發刊前夕，《快馬》之廣告銷售總監李漢標更以兩折優惠以圖吸引廣告客戶，惟有傳絕大部分廣告客戶皆取觀望態度。

## 結束經營
有報導指《快馬》結束之原因是銷量及廣告問題。《快馬》雖屬免費派發，但取讀者不足，而廣告商又採取觀望態度下較少在該報投放廣告，故經營者毅然決定停刊以止蝕。而長期賭客慣於閱讀收費的馬經，更視他們為賺錢工具，故此不為省錢而改看免費報刊，致使《快馬》未能成功突圍而出。

## 外部連結
- 《快馬》官方網站[永久]
- 《快馬》面書網站